# Sanchón de la Sagrada
Sanchón de la Sagrada és un municipi de la província de Salamanca a la comunitat autònoma de Castella i Lleó. Limita al Nord amb Aldehuela de la Bóveda, a l'Est amb Villalba de los Llanos i Carrascal del Obispo, al Sud amb Berrocal de Huebra i a l'Oest amb La Sagrada i Olleros (municipi de Carrascal del Obispo).

## Demografia
| 1991 | 1996 | 2001 | 2004 |
| ---- | ---- | ---- | ---- |
| 66   | 59   | 53   | 51   |